# Procambarus gibbus
Procambarus gibbus é uma espécie de crustáceo da família Cambaridae. É endémica dos Estados Unidos da América.